# Forêt du Risoux

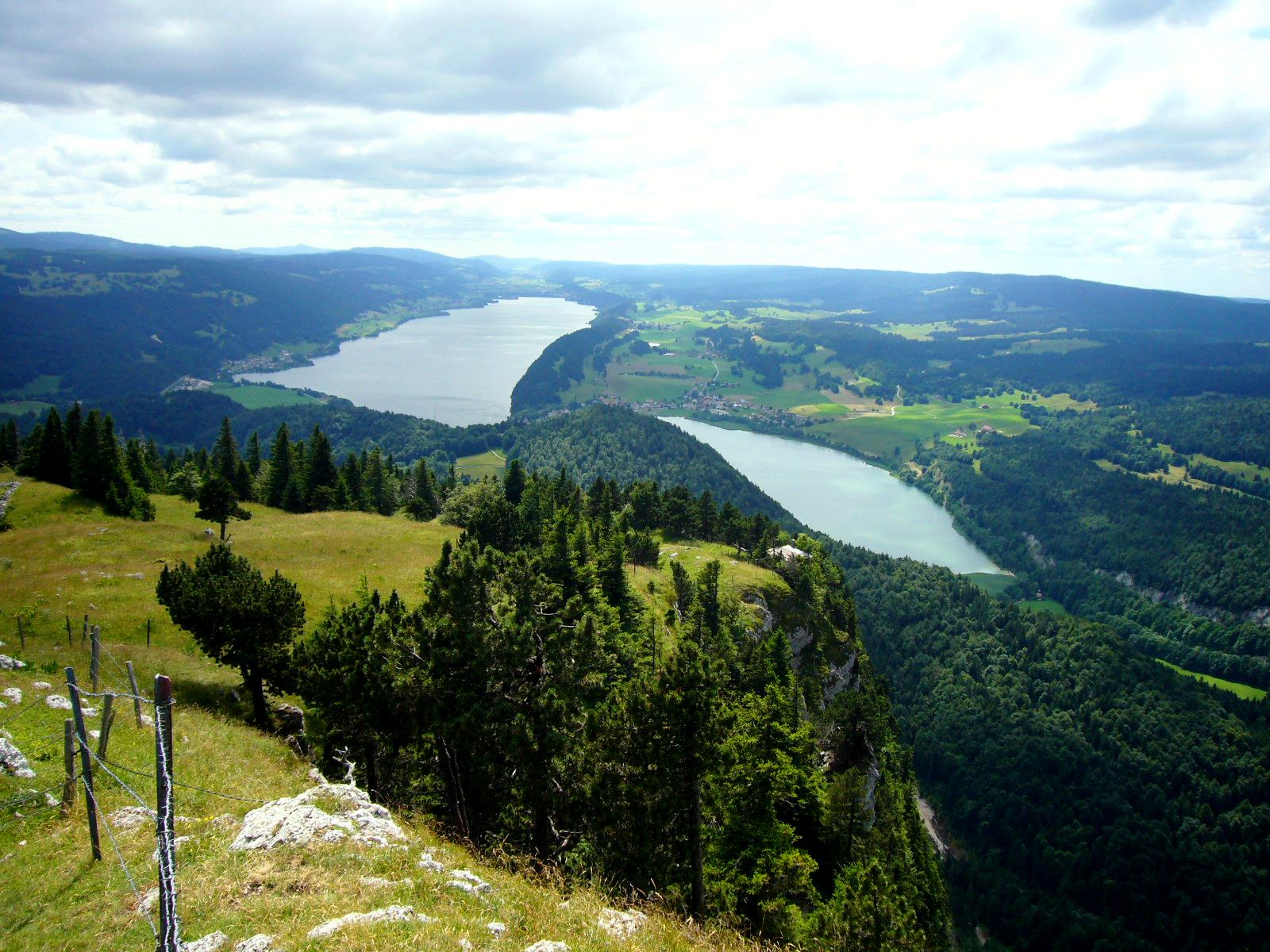
Dolina Joux: jezioro Joux (po lewej), jezioro Brenet (w centrum) i las Risoux na stokach Mont Risoux (w głębi po prawej)

Forêt du Risoux (też: F. du Risoud, pol. Las Risoux) – rozległy kompleks leśny, porastający znaczną większość masywu Mont Risoux w górach Jura, ciągnący się po obu stronach granicy francusko – szwajcarskiej. Rośnie na terenach na wysokości od ok. 1100 (lokalnie nawet od ok. 1020) m n.p.m. do nieco ponad 1400 m n.p.m. (najwyższy szczyt masywu, Le Gros Crêt, ma wysokość 1419 m n.p.m.).
Las Risoux, porastający południowo-wschodnie (szwajcarskie) stoki masywu Risoux jest uznawany za największy zwarty kompleks leśny w całej Szwajcarii. Południowa część tego kompleksu (mniej więcej po szczyt Gros Crêt) nosi nazwę Wielkiego Risoux (fr. Grand Risoux), północna – małego Risoux (fr. Petit Risoux). Francuski fragment lasu na tych zboczach, między Les Rousses i Bois d'Amont, także nosi nazwę Forêt du Risoux. Las porastający północno-zachodnie stoki Mont Risoux, po stronie francuskiej doliny Doubs, noszą nazwy mont Risoux lub forêt domaniale du Risol (las państwowy Risol).
W czasach rzymskich las Risoux stanowił granicę między dwoma okręgami administracyjnymi: Aventicum (dziś Avenches) po stronie helweckiej i Vesontio (dziś Besançon) po stronie galijskiej. W XII w. prawo do korzystania m.in. z tego lasu było przez kilkadziesiąt lat przedmiotem długoletnich sporów między dwoma klasztorami z doliny Joux: premonstratensów z L'Abbaye i benedyktynów z Le Lieu. Dekret władz berneńskich z 1646 r. głosił, że w celu obrony Pays de Vaud od strony Franche-Comté las Risoux nie może być naruszany.
Chronione w ten sposób lasy dotrwały do naszych czasów w postaci jedynie nieznacznie zmienionej przez człowieka. Wśród lasów, zwłaszcza po stronie francuskiej, znajduje się szereg polan z letnimi gospodarstwami pasterskimi. Masyw charakteryzuje się dość znacznym zróżnicowaniem biotopów, a dzięki temu interesującą florą, z dużym udziałem gatunków wapieniolubnych oraz bogatą fauną. W niższych położeniach rosną tu buki, jodły i klony, w wyższych prawie wyłącznie świerki. Wolno rosnące, drobnosłoiste, bezsęczne świerki z tych lasów, osiągające wiek 250-350 lat, są surowcem poszukiwanym przez wszystkie zakłady lutnicze w kraju.
Z większych ssaków występują tu dzik, ryś, lis i kozica. Z ptaków należy wymienić jarząbka i reintrodukowanego w 1992 r. głuszca.
Cały kompleks leśny lasu Risoux jest obecnie objęty ochroną. Szwajcarską część kompleksu leśnego obejmuje Parc naturel régional Jura vaudois, natomiast francuską - Parc naturel régional du Haut-Jura.
W południowej części lasu, niedaleko Le Sentier, znajduje się ścieżka dydaktyczna Mas des Grandes-Roches długości 2,55 km, zaznajamiająca z walorami przyrodniczymi tego terenu i wpływem człowieka na jego obecny stan. W tym samym rejonie wytyczono okrężną ścieżkę dydaktyczną "Drewna Rezonansowego z Risoud" (fr. Sentier didactique du bois de résonanse du Risoud) długości 6,45 km na trasie Grandes Roches - Mézery - Refuge de la Molasse - Grandes Roches. Zainstalowane wzdłuż niej 10 paneli przedstawia wiele informacji na temat słynnego tutejszego drewna rezonansowego.